# Faxe Kondi

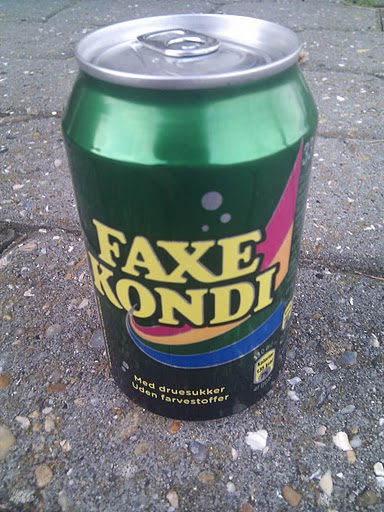
Faxe Kondi in der Dose

Faxe Kondi ist ein dänisches, alkoholfreies Erfrischungsgetränk auf der Basis von Zitrusfrüchten. Es wurde 1971 von der Faxe-Brauerei in Dänemark in Zusammenarbeit mit dem dänischen Tausendsassa Knud Lundberg erfunden, der unter anderem in der dänischen Fußball-, Handball- und Basketballnationalmannschaft spielte und bei den Olympischen Spielen 1948 in London die Bronzemedaille im Fußball gewann. Anfangs wurde es noch in Bierflaschen abgefüllt.
1989 schloss sich die Faxe-Brauerei mit der Jyske-Brauerei zusammen, um Dänemarks zweitgrößte Brauerei zu gründen, jetzt bekannt als Royal Unibrew.
Von 1996 bis 2001 übernahm man das Hauptsponsoring der Superliga (Dänemark) und der 1. Division.
Die Faxe-Kondi-Getränke haben eine starke Marktposition in Grönland, wo es in Nuuk abgefüllt wird aus Konzentrat, das aus Dänemark geliefert wird. Faxe Kondi ist das populärste Erfrischungsgetränk in Grönland und besitzt einen Marktanteil von 33 %.
Jeden Sommer stellt Faxe Kondi eine Summer Edition her: 2017 und 2018 Erdbeere, 2019 Ananas und 2020 Mango.